# Семашкин, Александр Михайлович
Александр Михайлович Семашкин (27 октября 1893 года, Санкт-Петербург — 3 июля 1958 года, Калинин) — советский военный деятель, Генерал-майор интендантской службы (1943 год).

## Начальная биография
Александр Михайлович Семашкин родился 27 октября 1893 года в Санкт-Петербурге.

## Военная служба

### Первая мировая и гражданская войны
В 1914 году был призван в ряды Русской императорской армии и в 1916 году окончил школу прапорщиков, после чего был направлен на должность командира роты на Западный фронт.
В августе 1918 года был призван в ряды РККА и назначен на должность командира взвода войск ВОХР, дислоцированного в Петрограде, в январе 1919 года — на должность командира роты 54-го стрелкового полка, дислоцированного в Самаре, в июле — на должность командира 69-го стрелкового батальона ВОХР, а в августе 1920 года — на должность помощника командира 489-го стрелкового батальона ВОХР Восточного фронта.
В январе 1921 года Семашкин был направлен на Южный фронт, где назначен на должность командира батальона 525-го стрелкового полка, а в мае 1922 года — на должность помощника командира 96-го стрелкового батальона ВЧК этого же фронта. Принимал участие в боевых действиях на Восточном и Южном фронтах, а также против повстанцев на территории Украины.

### Межвоенное время
С июля 1922 года Семашкин находился в распоряжении штаба Войск Украины и Крыма и вскоре был откомандирован в распоряжение 28-го стрелкового полка, дислоцированного в Вологде, где служил на должностях командира роты, помощника командира и командира батальона и помощника командира полка.
В 1929 году окончил стрелково-тактические курсы «Выстрел».
В марте 1938 года был назначен на должность начальника военно-хозяйственной службы 10-й стрелковой дивизии, дислоцированной в Вологде, в декабре того же года — на должность преподавателя и старшего делопроизводителя кафедры общей тактики и тыла Военно-хозяйственной академии РККА.

### Великая Отечественная война
С началом войны Семашкин продолжил служит в академии.
С сентября 1942 года состоял в резерве Главного управления кадров Красной Армии и в ноябре того же года был назначен на должности заместителя командира 1-го гвардейского механизированного корпуса по тылу. С 26 апреля по 3 июня 1943 года генерал-майор интендантской службы Семашкин исполнял должность командира этого корпуса, который находился в резерве Юго-Западного фронта. В июле того же года был назначен на должность заместителя командира этого же корпуса по строевой части, а в апреле 1944 года — на должность начальника кафедры войскового тыла Военной академии тыла и снабжения.

### Послевоенная карьера
После окончания войны находился на прежней должности.
Генерал-майор интендантской службы Александр Михайлович Семашкин в июле 1947 года вышел в отставку. Умер 3 июля 1958 года в Калинине.

## Награды
- Орден Ленина;
- Орден Красного Знамени;
- Орден Отечественной войны 1 степени;
- Орден Красной Звезды;
- Медали.